# Ед Ройс
Едвард Ренделл «Ед» Ройс (англ. Edward Randall «Ed» Royce; нар. 12 жовтня 1951, Лос-Анджелес, Каліфорнія) — американський політик з Південної Каліфорнії, належить до Республіканської партії. Член Палати представників Конгресу США з 1993 року, Ройс став головою Комітету у закордонних справах Палати у 2013 році.
Навчався у Katella High School в Анахаймі. У 1977 році закінчив Університет штату Каліфорнія, після чого зайнявся підприємництвом. Він був членом Сенату штату з 1983 по 1993.
Ройс є католиком. Разом з дружиною живе у Фуллертоні.